# Girlandspirea
Girlandspirea (Spiraea nipponica) är en rosväxtart som beskrevs av Carl Maximowicz. Enligt Catalogue of Life ingår Girlandspirea i släktet spireor och familjen rosväxter, men enligt Dyntaxa är tillhörigheten istället släktet spireor och familjen rosväxter. Arten förekommer tillfälligt i Sverige, men reproducerar sig inte. Utöver nominatformen finns också underarten S. n. tosaensis.

## Bildgalleri

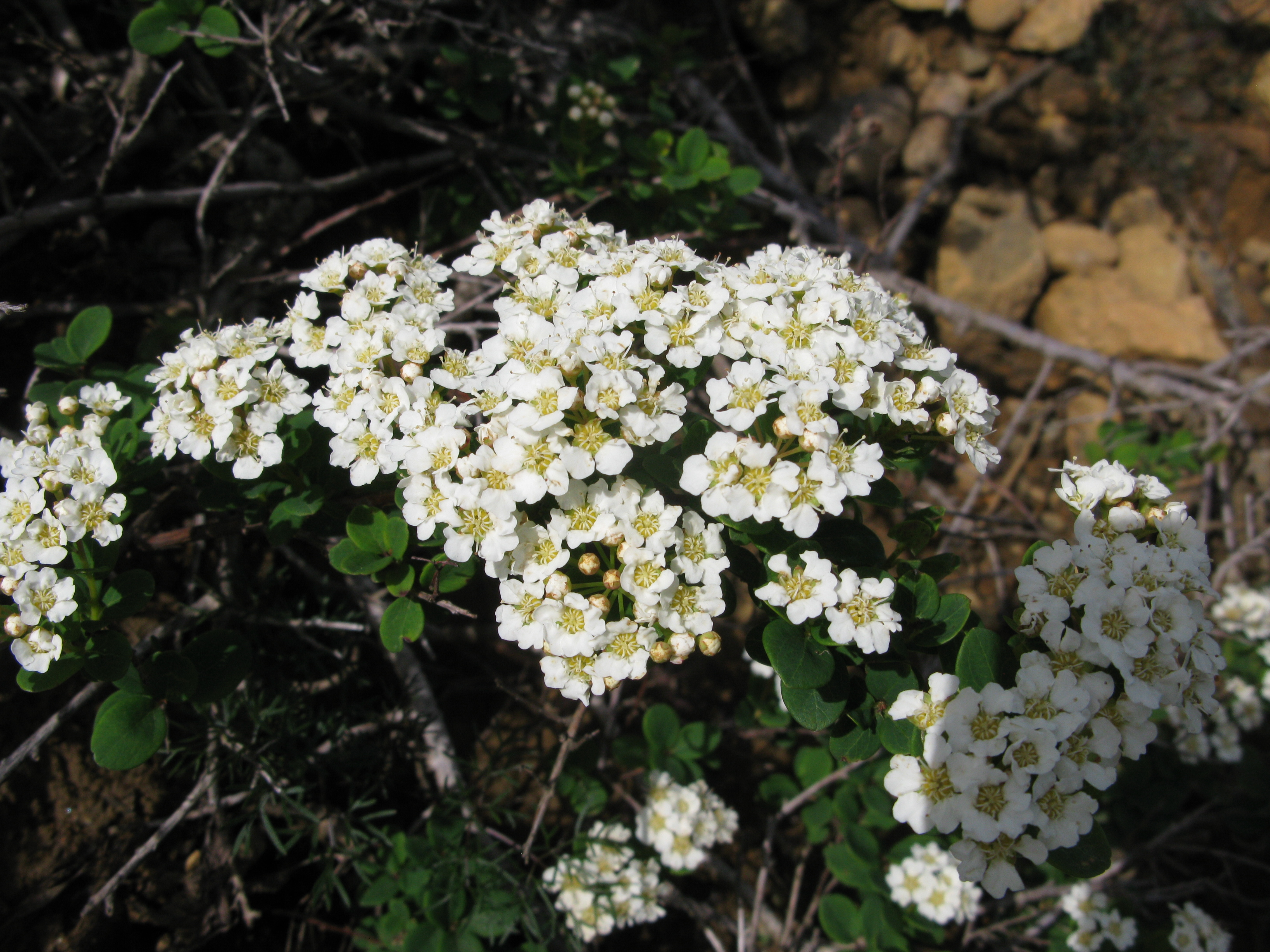
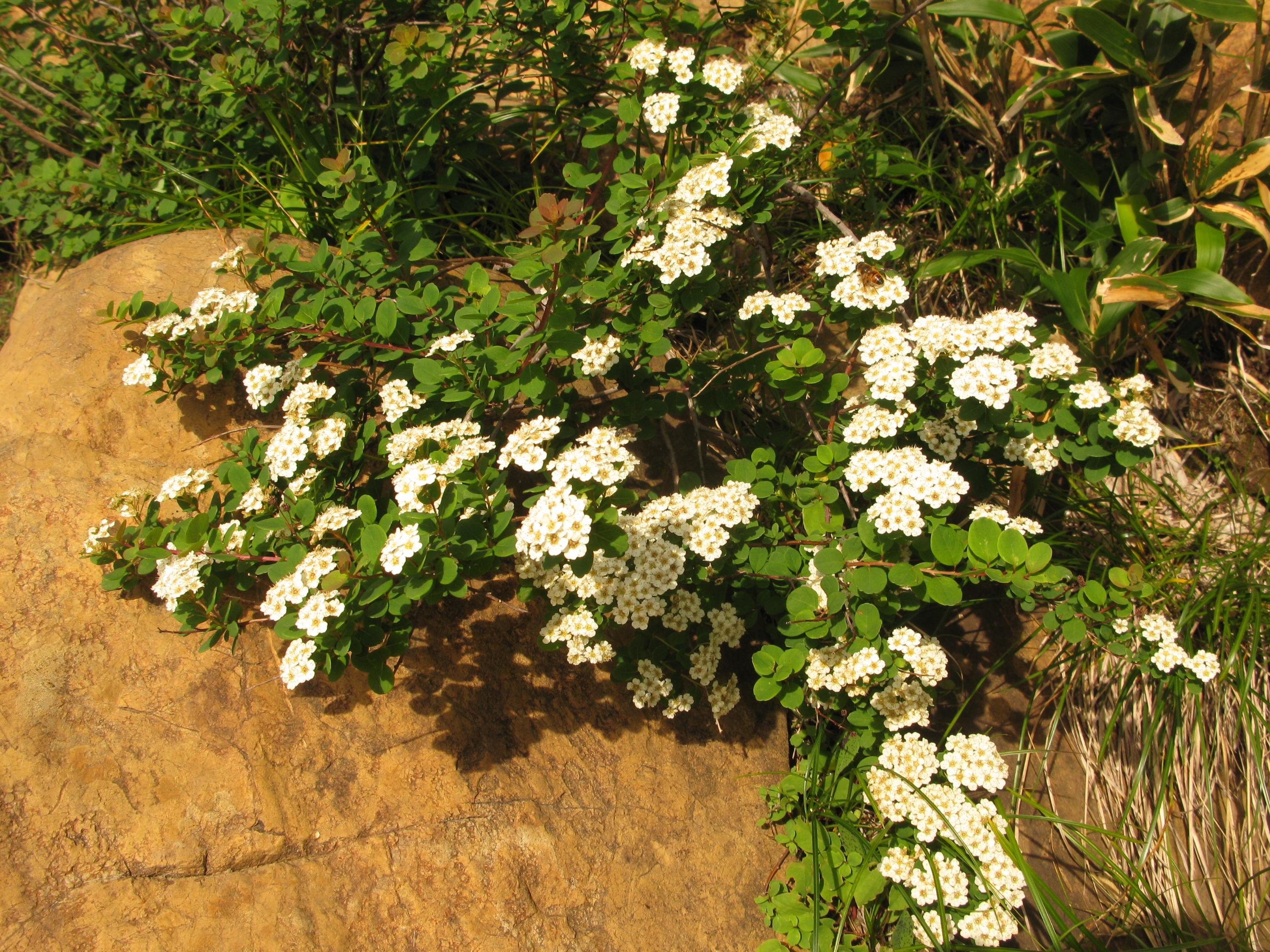